# Uadi Rum
El Uadi Rum, Wadi Rum (del árabe: وادي رم ‘Wādī al-Ramm’) o Valle de la Luna (وادي القمر) es un valle desértico situado a 1600 m s. n. m. en una región montañosa formada por granito y arenisca al suroeste de Jordania, 60 km al este de Áqaba. Es el uadi más largo de Jordania. El nombre rum significa "alto" o "elevado" en idioma arameo, y su pronunciación denota la cercana influencia del árabe. El punto más elevado de Uadi Rum es el monte Jabal Umm ad Dami, con 1854 m s. n. m.
El área protegida de Uadi Rum es el primer sitio mixto declarado Patrimonio de la Humanidad (2011) por la Unesco en Jordania.

## Historia
Uadi Rum ha estado habitado desde la Prehistoria por diversas culturas, incluidos los nabateos, que han dejado su impronta en forma de petroglifos, inscripciones y ruinas de templos. En el cañón Khaz'ali se encuentran una serie de petroglifos, situados en cuevas, de la cultura tamúdica, anterior al islam.
En la actualidad, la mayoría de la población está formada por beduinos de la tribu zalabia, que llegaron a la región alrededor de 1980. La palabra "beduino" proviene de la palabra árabe que significa desierto, pronunciada badiya en lengua árabe. La raíz de esta palabra es bad’a, que se traduce como "claro" y "obvio" en árabe. Una característica central de las tribus beduinas es el sentido de pertenencia que sienten los miembros de la tribu. Cuando llegaron por primera vez, los beduinos de Zalabieh vivían en tiendas de campaña. Su aldea albergaba entre 700 y 800 personas. El 80% de esas personas estaban retiradas del ejército o de la policía.
El camello es el animal favorito de los beduinos de la tribu zalabia. Es un símbolo del orgullo masculino. Las carreras de camellos son un deporte importante para los beduinos. Estas carreras permiten a los beduinos participar en competencias masculinas y establecer la virilidad y el poder dentro de la comunidad.
En Occidente, Uadi Rum es conocido por el oficial del ejército británico T. E. Lawrence (Lawrence de Arabia), que lo utilizó como base de operaciones durante la Rebelión árabe de 1917–1918. En los años ochenta, una de las formaciones rocosas más espectaculares de Uadi Rum fue nombrada Los Siete Pilares de la Sabiduría en honor al libro del mismo nombre de Lawrence, aunque no tiene nada que ver con él. Desde 1984, varios escaladores muy conocidos utilizaron esta zona para escalar.
El descubrimiento del Templo Nabateo (ubicado a poca distancia de la llamada Casa de Descanso) en 1933 devolvió brevemente la atención al desierto. Un equipo francés de arqueólogos completó las excavaciones en 1997.

## En la cultura popular
Por su aspecto desolado y casi de otro mundo, esta región ha sido escenario para el rodaje de importantes películas, entre ellas:
- Lawrence de Arabia (1962)
- Misión a Marte (2000)
- Planeta rojo (2000)
- Transformers: la venganza de los caídos (2009)
- Prometheus – escenas para el planeta alienígena.
- The Last Days on Mars – tomas exteriores que representan la superficie del planeta Marte para el 2013.
- The Martian (2015)[4]
- Theeb – filmado principalmente en los wadi Rum y Arava.
- Rogue One las escenas ambientadas en Jedha
- Star Wars: Episodio IX - El ascenso de Skywalker (2019) para el planeta desértico Pasaana.
- Dune (2021) y Dune: parte dos como ubicación para el planeta desierto Arrakis.
- Aadujeevitham – film malayalam de 2020.
- Moon Knight – para las escenas exteriores de la tumba de Ammyt.
- The Amazing Race 34 (2022).

## Galería

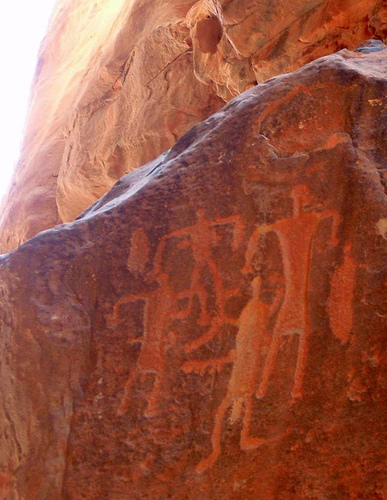
Petroglifos en Uadi Rum
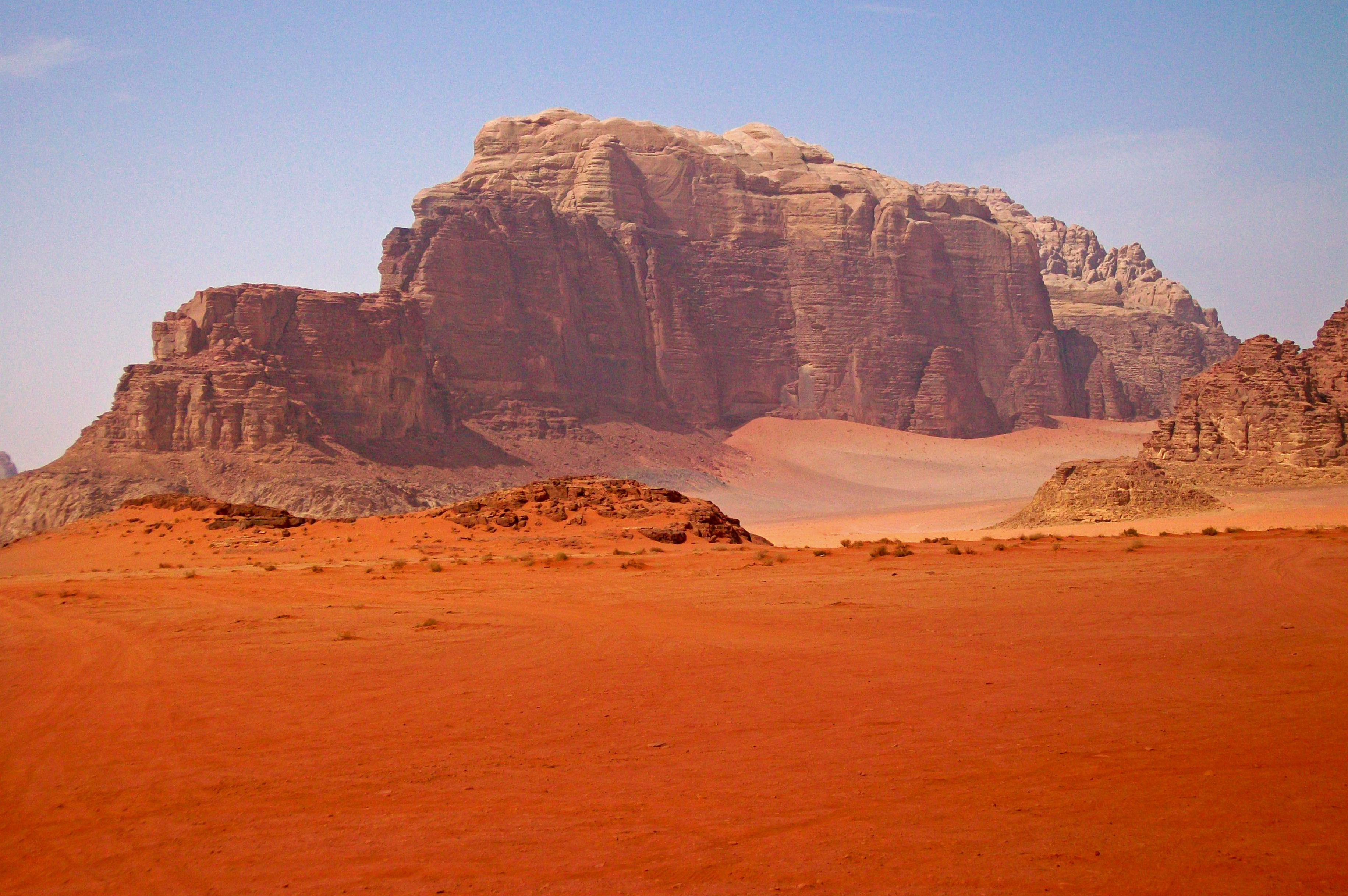

- Video sobre los sitios más importantes de Uadi Rum